# Herrain
Der Burghügel Herrain ist ein Wahrzeichen von Schupfart, einer Einwohnergemeinde im Bezirk Rheinfelden des Schweizer Kantons Aargau. Er liegt am nördlichen Rand des alten Dorfkerns. Auf dem Hügel stehen vier Linden; und wenn diese im Laub stehen, erwecken sie den Eindruck, es würde sich dabei nur um eine einzige grosse Linde handeln.
Die Forschung geht davon aus, dass es sich beim Herrain um eine mittelalterliche Holz-Erd-Burg, auch Motte genannt, handelt. Die imposante Wehranlage besteht im Zentrum aus einem kegelförmigen Burghügel und im Süden aus einer tiefer liegenden Terrasse. Die gesamte Anlage wurde künstlich in Handaushub aus dem Berghang herausgearbeitet und aufgeschüttet. Die Motte von Schupfart ist im Kanton Aargau einzigartig und der Herrain ein archäologisches Baudenkmal von nationaler Bedeutung.